# 김용철 (정치인)
김용철(생년 미상 ~ )은 조선민주주의인민공화국의 정치인이다. 전력공업성 부상 겸 조선로동당 중앙검사위원회 위원이다.

## 경력
조선민주주의인민공화국 내각 전력공업성 부국장을 거쳐 전력공업성 부상에 임명되었다. 2016년 5월 제7차 당대회에서 당 중앙검사위원회 위원에 선출되었다.